# Animals (programa de televisión)
Animals (hangul: 애니멀즈) es un programa de televisión de Corea del Sur, fue emitido por MBC TV desde el 25 de enero hasta el 29 de marzo de 2015, con una duración de 10 episodios trasmitidos cada domingo a las 16:50 (KST).
El programa formó parte de la sección «Sunday Night» junto a «Hombres reales», una vez finalizado Animales, fue reemplazado por «Mask King».

## Formato
El programa consiste en que once celebridades deben experimentar vivir con una gran cantidad de animales, en un lugar llamado «Animal Town» y contar sus experiencias en el programa.

## Secciones

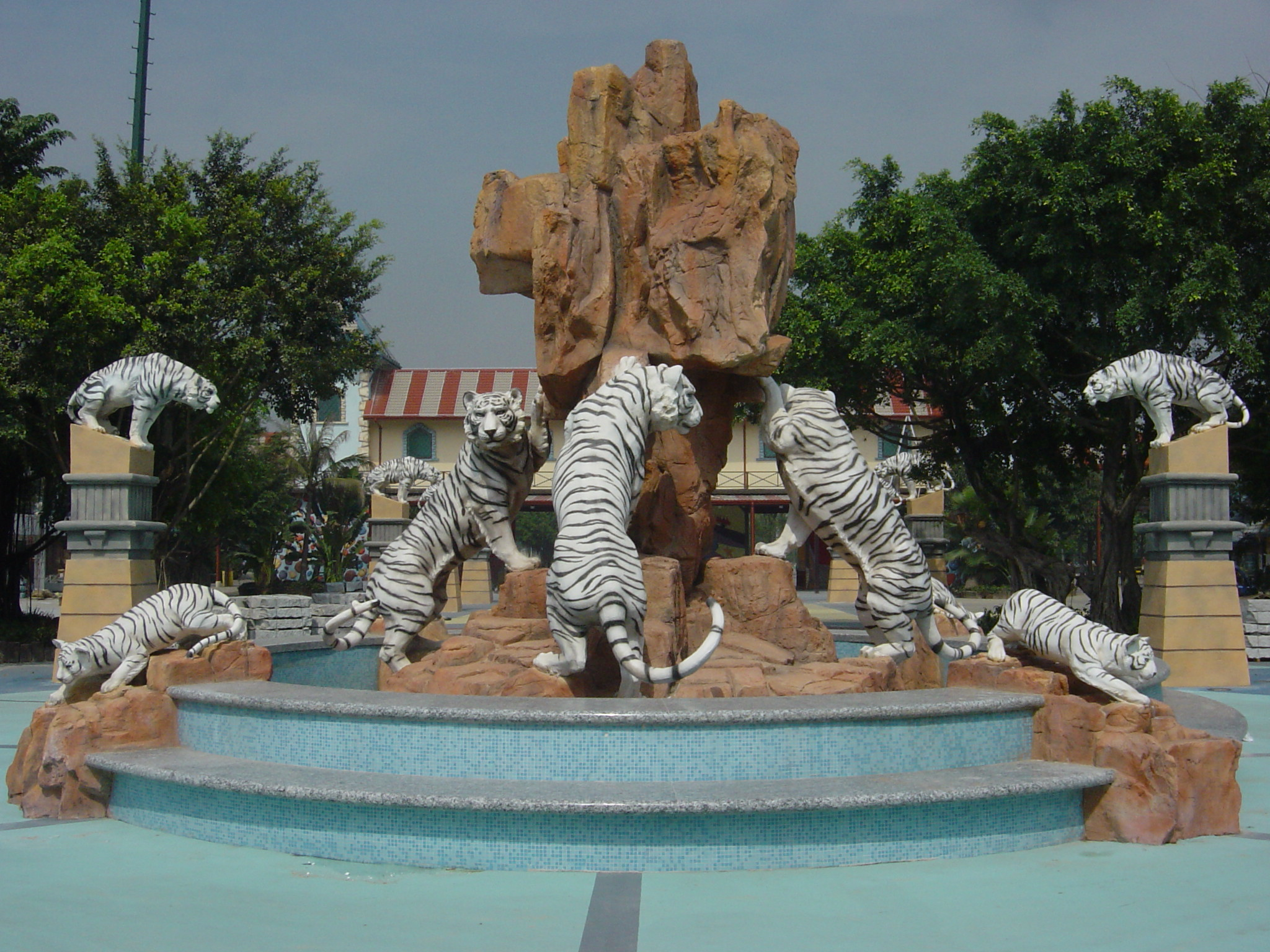
Chime Long Paradise, donde se llevaron a cabo las grabaciones

### Los tres osos
Park Joon Hyung, Kwak Dong Yeon, Jang Dong Min y Kwon Yuri de Girls' Generation, deben ir al parque de atracciones y zoológico «Chime Long Paradise» (长隆欢乐世界) en Cantón, China a ver como viven unos pandas trillizos. 
Esta sección fue quitada por orden del Gobierno Chino, debido a un brote de distemper, que ocasionó la muerte de cuatro pandas, como consecuencia ante esto el Gobierno de dicho país determinó prohibir el contacto entre los que no sean funcionarios del zoológico y los pandas.

### Un perro en el jardín de infantes
Seo Jang Hoon, el compositor Don Spike y KangNam de M.I.B debían visitar con perros a diferentes jardines de infantes.

### OK Farm
Kim Jun Hyun, Jo Jae Yoon, Yoon Do Hyun y Eunhyuk de Super Junior deben experimentar con animales de granja como avestruces, cabras, ovejas, burros, terneros y cerdos.

## Participantes
- Park Joon Hyung
- Kwak Dong Yeon
- Jang Dong Min
- Kwon Yuri
- Kim Jun Hyun
- Jo Jae Yoon
- Yoon Do Hyun
- Eunhyuk[8]
- Seo Jang-hoon
- Don Spike
- KangNam